# Спортен риболов
Спортният риболов изисква наличието на риболовен билет, когато сте на държавен водоем. Разбира се, има и частни такива, където не е нужен. Спортния риболов се прави за удоволствие, уловът е в количество за лична консумация. Главно риболовците си почиват и забавляват по този начин, поради борбеността на някои риби и интереса от нейното преследване (захранки, примамки, воблери, блесни и др.)
Спортния риболов се извършва с въдица оборудвана за лов на съответната риба.
Извършването на спортен риболов с други риболовни съоръжения в това число и промишлени като мрежи, кошове, винтери, тралове и др. е забранено.
Броят на въдиците с които едновременно е разрешено и може да се лови се колебае от 1 при активните техники на риболов:спининг - блесна, воблер, риболов с изкуствена муха, риболов на бомбарда, риболов на булдо, изкуствени примамки и др./, до 3 при пасивните техники/ риболов на тежко, риболов на леко/.
По време на размножителния период на рибата спортния риболов е забранен.
Забраната за риболова се публикува в Държавен вестник ежегодно и определя видовете риба и сроковете през които е забранен техния улов.
ХВАНИ И ПУСНИ
Хвани и пусни (catch and release) е мисия, споделяна от стотици хиляди риболовци по света и любители на спортния риболов. След улавяне на търсената риба много колеги риболовци се снимат с нея за спомен от преживяното удоволствие, след което пускат рибата обратно във водата жива и невредима. По този начин се запазват рибните ресурси, които са силно намалели на много места по света поради прекомерното облавяне на водоемите. Немалка е и тръпката за много риболовци да уловят отново вече хващан екземпляр, който обаче е наддал тегло с времето.